# Razzia van Wolfheze
De razzia van Wolfheze begon in de vroege ochtend van 23 juli 1943 en duurde een groot deel van de dag. De actie was een gevolg van het verraad van Johnny de Droog en Jean François Velle die zich in de maanden daarvoor ophielden in het Renkumse dorp. Het aantal arrestanten wordt geschat op tien tot twintig, waaronder twee Joodse kinderen.

## Achtergrond
In april 1943 dook de V-Mann Johnny de Droog op in Wolfheze. Hij deed zich onder de schuilnaam De Geus voor als verzetsman en legde op die manier verschillende contacten. Een maand later kreeg hij gezelschap van de rechercheur Jean François Velle, die het pseudoniem Jaarsma hanteerde. Zij introduceerden zichzelf bij de pensionhouder Neeltje Root van De Buunder. Haar werkster Coba Jansen had een relatie met de verzetsman Jacobus Westland, die samen met zijn broer Willem achter de aanslag op de Wageningse politiecommissaris Willem Marinus Versteeg zat. Jansen gaf echter niet thuis. In De Buunder zat wel een joods echtpaar ondergedoken, Margaretha en Isaäc Wallega uit Den Haag. Velle vertelde hun dat er verschillende razzia's in de buurt op komst waren, maar dat hij wel een veilig toevluchtsoord wist. Op 25 juni ging het echtpaar met hen mee. Onderweg naar Arnhem werden ze echter gearresteerd.
Begin juli begon de dekmantel van Velle en De Droog steeds meer scheuren te vertonen. De Renkumse verzetsstrijders Bram Streefland en Wouter van den Brink, waarmee beide verraders ook hadden aangepapt, waren achterdochtig geworden. Op 15 juli ontving Root een briefje van Isaäc Wallega dat hij gevangen was genomen. Deze berichten waren voor veel verzetsmensen reden om tijdelijk uit te wijken. Het echtpaar-Wallega slaagde er overigens in om uit Kamp Westerbork te ontsnappen en overleefde de oorlog.

## Razzia
In de nacht van 22 op 23 juli reed een langgerekte colonne bestaande uit dertien auto's en tweehonderd man Wolfheze binnen. In het gebouw van de Blindenstichting kwam een centrale commandopost. Alle toegangswegen in en in de wijde omgeving van Wolfheze werden afgezet. De grootste slag sloeg  de bezetter bij de boerderij Jonkershoeve tussen Wolfheze en Renkum in. Root had daar bij familie-Bal de joodse kinderen Dina en Bernhard Pinto ondergebracht en dat verteld aan Velle. Hun ouders die elders zaten ondergedoken gaven zich direct na het horen van het nieuws aan bij de Sicherheitsdienst in Arnhem. Drie maanden later vonden alle gezinsleden de dood in de gaskamers van Auschwitz.
Hoeveel mensen er precies zijn gearresteerd is onduidelijk. Bronnen spreken van tien tot twintig arrestanten. Meerdere onderduikers werden aangehouden omdat zij de gedwongen tewerkstelling in Duitsland probeerden te ontlopen. In een ander geval ging het mogelijk om hulp aan joden. Sommige arrestanten werden dezelfde dag nog vrij gelaten, anderen brachten de rest van de oorlog door in Duitse werkkampen.